# Legge di Buys Ballot

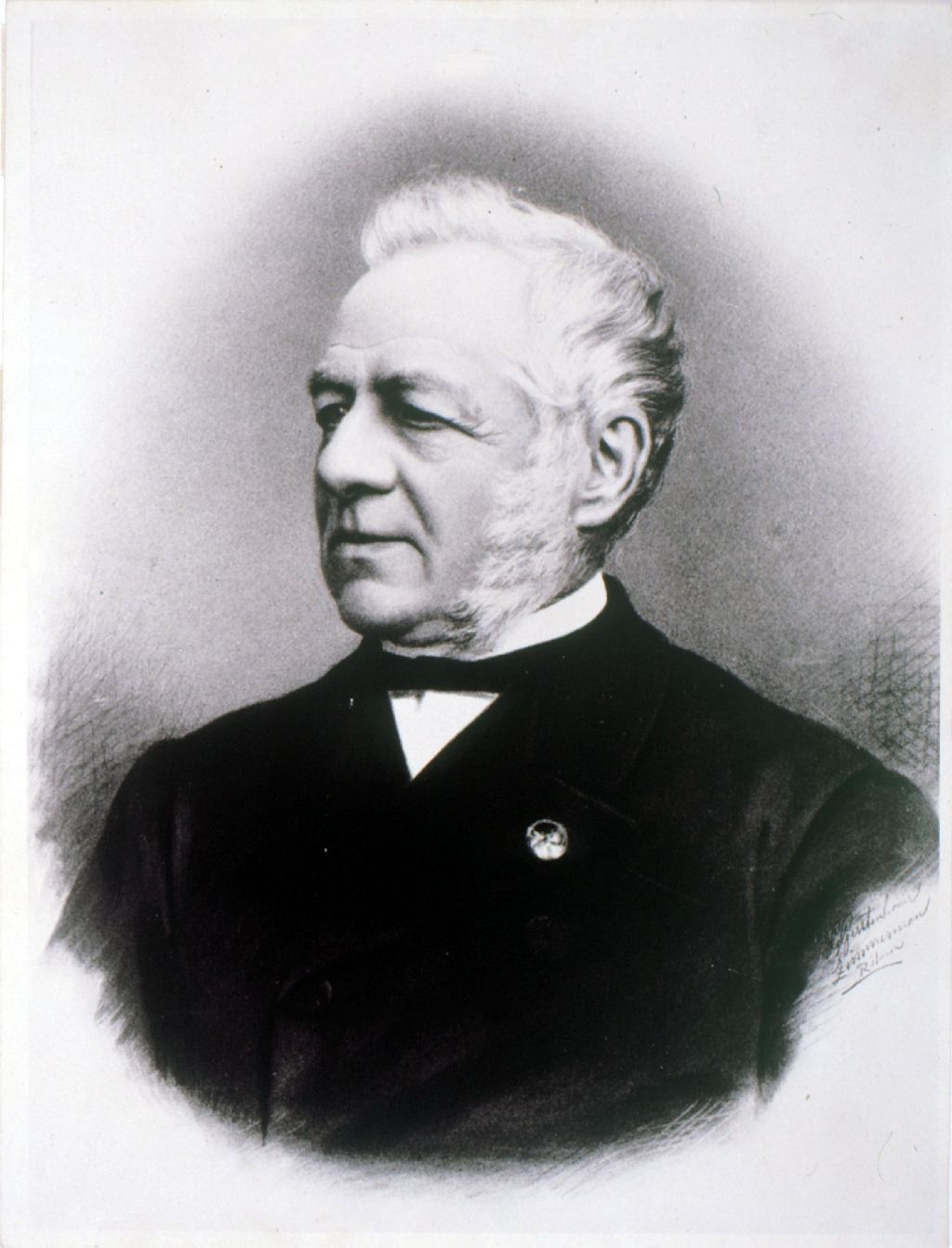
Christophorus Buys Ballot

Avendo il vento alle proprie spalle l'area di bassa pressione si troverà alla vostra sinistra nell'emisfero nord.

In meteorologia la legge di Buys Ballot (dal nome del fisico olandese Christophorus Buys Ballot) afferma che un osservatore nell'emisfero boreale piazzato spalle al vento si trova l'area di depressione davanti a sinistra e di alta pressione dietro a destra, il che significa che l'aria circola in senso antiorario intorno alle zone di bassa pressione.
L'opposto avviene nell'emisfero australe.

## Descrizione
Più precisamente volgendo le spalle alla direzione di provenienza del vento e sollevando così le braccia avremo la zona di alta pressione indicata dal braccio destro, e la zona di bassa pressione indicata dal braccio sinistro (per l'emisfero nord, mentre accade il contrario per l'emisfero sud). Questo è vero per quanto riguarda l'osservazione in quota (sopra i 1500 m di quota).
Per quanto riguarda invece l'osservazione al suolo, trovandoci con le spalle al vento ed estendendo le braccia, per indicare la zona di alta pressione (sempre con in braccio destro) e quella di bassa (sempre con il sinistro) dovremo prima effettuare una piccola rotazione del bacino in senso orario di circa 30°(questo è dovuto al fatto che la forza di attrito che si manifesta a causa dell'interazione con la superficie terrestre tende alla rotazione del vento).
In realtà Christophorus Buys Ballot, del Regio istituto meteorologico, pubblicò soltanto un articolo in cui si limitava a osservare questo effetto senza fare alcun tentativo di arrivarci matematicamente e senza aggiungere altro rispetto a quanto già aveva fatto, un anno prima, William Ferrel. Ma siccome nessuno aveva mai sentito nominare Ferrel, i ricercatori cominciarono a parlare della "legge di Buys Ballot", e il nome restò. Ma non appena Buys Ballot ebbe notizia del lavoro di Ferrel, si sentì profondamente imbarazzato; ovviamente il merito andava a Ferrel, e non a lui. Scrisse persino una lettera a Ferrel proponendogli di usare i loro nomi insieme, ma l'umile e timido Ferrel rifiutò una simile offerta. Gli rispose immediatamente e, alla conclusione della sua lettera scrisse: «Sebbene lo reputerei un grande onore che il mio nome fosse congiunto al vostro, non incoraggerò mai il cambiamento che mi proponete con siffatta generosità»